# Clint Black
Clint Black (ur. 4 lutego 1962) – amerykański muzyk country, piosenkarz, producent muzyczny, multiinstrumentalista i aktor.

## Filmografia
- 1994: Maverick jako Hazardzista
- 2000: Going Home jako Dr. Warren
- 2010: Flicka 2 jako Toby
- 2013: Flicka 3: Najlepsi przyjaciele jako Toby

## Wyróżnienia
Posiada swoją gwiazdę na Hollywoodzkiej Alei Gwiazd.